# Dinastia Han posteriore

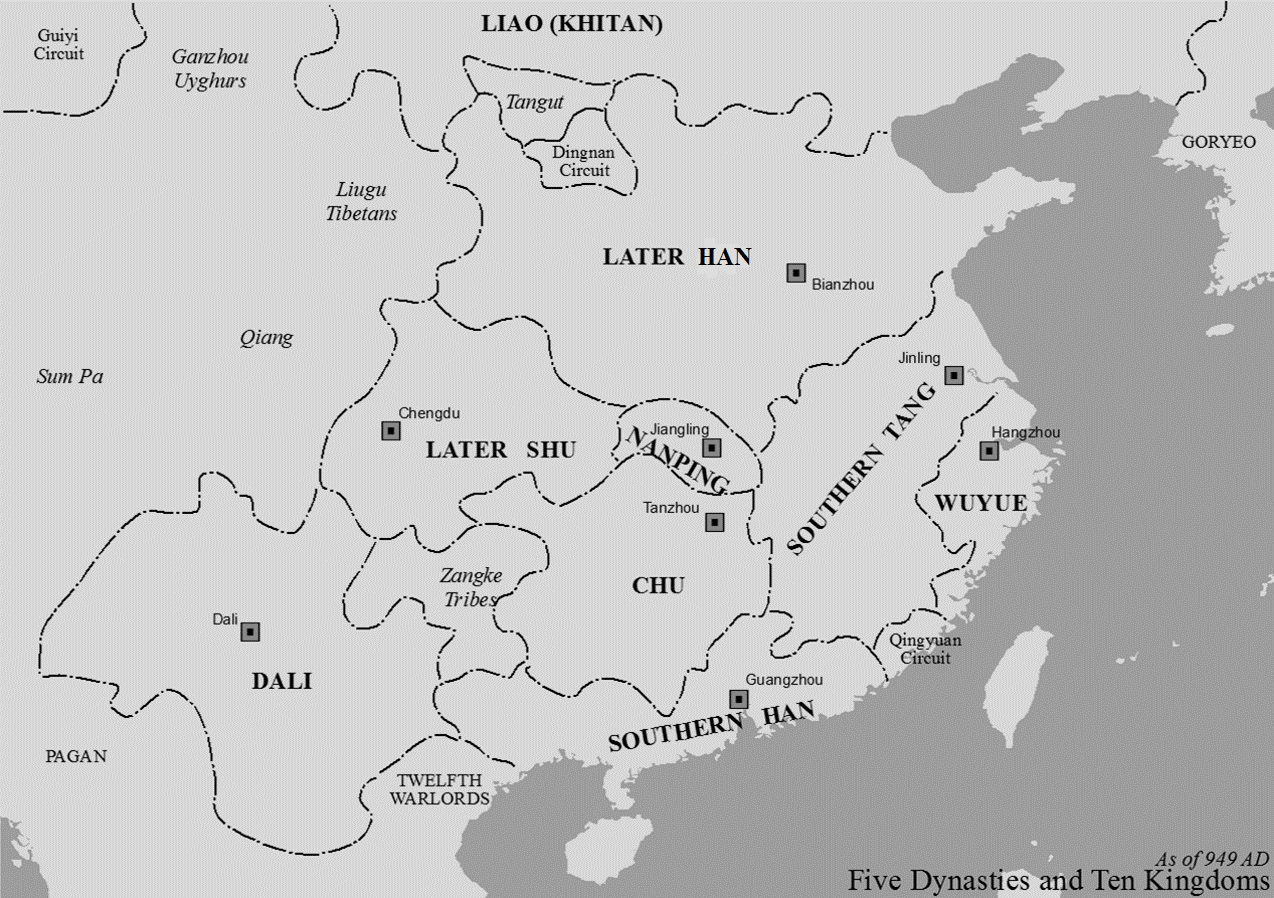
Territorio occupato dagli Han posteriori nel 949

La dinastia degli Han posteriori (後漢T, 后汉S, Hòu HànP) fu fondata nel 947. Fu la quarta delle Cinque Dinastie, e il terzo stato consecutivo di etnia shatuo sinizzata, tuttavia, altre fonti indicano che gli imperatori Han posteriori rivendicavano un'ascendenza cinese Han patrilineare. Fu tra i più brevi di tutti i regimi cinesi, durando leggermente meno di quattro anni prima che fosse travolto da una ribellione che ebbe come risultato la fondazione della dinastia Zhou posteriore.

## Fondazione della dinastia Han posteriore
Liu Zhiyuan era il governatore militare di Bingzhou, un'area intorno a Taiyuan nell'attuale Shanxi che era da tempo una roccaforte degli Shatuo sinizzati. Tuttavia, i Jin posteriori che egli serviva erano deboli e poco più di un fantoccio dell'Impero kitai in espansione a nord. Quando i Jin posteriori decisero finalmente di sfidarli, i Kitai mandarono una spedizione a sud che ebbe come risultato la distruzione dei Jin posteriori.
La forza kitai fece tutto la strada fino al Fiume Giallo prima che l'imperatore decidesse di ritornare nella sua base nell'attuale Pechino, nel cuore delle contese Sedici prefetture. Tuttavia, in seguito ai costanti attacchi ripetuti dei Cinesi sulla via del ritorno, morì di malattia nel maggio 947. La combinazione della caduta dei Jin posteriori e la crisi di successione tra i Kitai ebbe come risultato un vuoto di potere. Liu Zhiyuan fu in grado di riempire quel vuoto e fondò gli Han posteriori.
Le fonti sono in conflitto riguardo all'origine degli imperatori Han posteriori e Han settentrionali: alcune indicano un'ascendenza shatuo, mentre un'altra sostiene che gli imperatori rivendicavano un'ascendenza cinese Han patrilineare.

## Estensione territoriale
Liu Zhiyuan stabilì la sua capitale a Bian, l'attuale Kaifeng. Gli Han posteriori detenevano essenzialmente lo stesso territorio dei Jin posteriori. Il suo confine meridionale con gli stati meridionali si allungava dal Mar Cinese Orientale fino a circa a metà strada tra il Fiume Giallo e il Fiume Azzurro prima di tuffarsi a sud verso il Fiume Azzurro nel suo tratto intermedio, per poi girare verso nordovest lungo il confine settentrionale del Sichuan ed estendersi ad ovest fino allo Shaanxi. A nord, includeva gran parte dello Shaanxi e l'Hebei tranne le Sedici prefetture, che furono perse dai Jin posteriori a favore di quella che era ormai nota come la dinastia Liao.

## Dinastia dalla vita breve
Gli Han posteriori furono tra i regimi più brevi nella lunga storia della Cina. Liu Zhiyuan morì l'anno seguente la fondazione della dinastia, per essere succeduto da suo figlio adolescente. La dinastia fu rovesciata due anni dopo quando un cinese Han di nome Guo Wei guidò un colpo di Stato militare e si dichiarò imperatore degli Zhou posteriori.

## Han settentrionali
I superstiti degli Han posteriori ritornarono nella tradizionale roccaforte shatuo dello Shanxi e fondarono il regno degli Han settentrionali, a volte designati come Han orientali. Sotto la protezione della dinastia Liao, riuscì a rimanere indipendente dagli Zhou posteriori. La dinastia Song emerse dalle ceneri degli Zhou posteriori nel 960 come una presenza forte, stabilizzatrice nella Cina settentrionale. Benché avessero avuto successo nel portare gli stati meridionali sotto il loro controllo, un processo essenzialmente completato nel 978, gli Han settentrionali furono in grado di resistere grazie all'aiuto della dinastia Liao. In realtà, l'esistenza continuata degli Han settentrionali era una delle due spine nel fianco delle relazioni Liao-Song. Infine, la dinastia Song riuscì ad incorporare gli Han settentrionali nel suo territorio nel 979, completando la riunificazione della Cina, con l'eccezione delle Sedici prefetture, che sarebbero rimaste nelle mani della dinastia Liao.

## Sovrani
| Nomi templari | Nomi postumi                                               | Nomi personali        | Periodo dei regni | Nomi delle ere                       |
| ------------- | ---------------------------------------------------------- | --------------------- | ----------------- | ------------------------------------ |
| Gāozǔ (高祖)  | Imperatore Ruìwén Shèngwǔ Zhāosù Xiào (睿文聖武昭肅孝皇帝) | Liu Zhiyuan (劉知遠)  | 947–948           | Tiānfú (天福) 947 Qiányòu (乾祐) 948 |
| Nessuno       | Imperatore Yǐn (隱皇帝)                                    | Liu Chengyou (劉承祐) | 948–951           | Qiányòu (乾祐) 948–951               |

## Alberi genealogici dei sovrani
- Imperatori Han posteriori;      - Imperatori Han settentrionali 
|                                                |                                                |                                                |                                                |                                                |                                                |  |  |  |  |                             |                             |                             |                             |                             |                             |  |  |  |  |                                           |                                           |                                           |                                           |                                           |                                           |  |  |               |               |               |               |                                         |                                         |                                         |                                         | adottato                                |                                         |               |               |                                                  |                                                  |                                                  |                                                  |                                                  |                                                  |              |              |              |              |  |  |  |  |  |  |  |  |  |  |  |  |
|                                                |                                                |                                                |                                                |                                                |                                                |  |  |  |  |                             |                             |                             |                             |                             |                             |  |  |  |  |                                           |                                           |                                           |                                           |                                           |                                           |  |  |               |               |               |               |                                         |                                         |                                         |                                         | Matrimonio                              |                                         |               |               |                                                  |                                                  |                                                  |                                                  |                                                  |                                                  |              |              |              |              |  |  |  |  |  |  |  |  |  |  |  |  |
|                                                |                                                |                                                |                                                |                                                |                                                |  |  |  |  |                             |                             |                             |                             |                             |                             |  |  |  |  |                                           |                                           |                                           |                                           |                                           |                                           |  |  |               |               |               |               |                                         |                                         |                                         |                                         |                                         |                                         |               |               |                                                  |                                                  |                                                  |                                                  |                                                  |                                                  |              |              |              |              |  |  |  |  |  |  |  |  |  |  |  |  |
|                                                |                                                |                                                |                                                |                                                |                                                |  |  |  |  |                             |                             |                             |                             |                             |                             |  |  |  |  |                                           |                                           |                                           |                                           |                                           |                                           |  |  |               |               |               |               |                                         |                                         |                                         |                                         |                                         |                                         |               |               |                                                  |                                                  |                                                  |                                                  |                                                  |                                                  |              |              |              |              |  |  |  |  |  |  |  |  |  |  |  |  |
|                                                |                                                |                                                |                                                |                                                |                                                |  |  |  |  | Liu Tian 劉琠 Xianzu 显祖   |                             |                             |                             |                             |                             |  |  |  |  |                                           |                                           |                                           |                                           |                                           |                                           |  |  |               |               |               |               |                                         |                                         |                                         |                                         |                                         |                                         |               |               |                                                  |                                                  |                                                  |                                                  |                                                  |                                                  |              |              |              |              |  |  |  |  |  |  |  |  |  |  |  |  |
|                                                |                                                |                                                |                                                |                                                |                                                |  |  |  |  |                             |                             |                             |                             |                             |                             |  |  |  |  |                                           |                                           |                                           |                                           |                                           |                                           |  |  |               |               |               |               |                                         |                                         |                                         |                                         |                                         |                                         |               |               |                                                  |                                                  |                                                  |                                                  |                                                  |                                                  |              |              |              |              |  |  |  |  |  |  |  |  |  |  |  |  |
|                                                |                                                |                                                |                                                |                                                |                                                |  |  |  |  |                             |                             |                             |                             |                             |                             |  |  |  |  |                                           |                                           |                                           |                                           |                                           |                                           |  |  |               |               |               |               |                                         |                                         |                                         |                                         |                                         |                                         |               |               |                                                  |                                                  |                                                  |                                                  |                                                  |                                                  |              |              |              |              |  |  |  |  |  |  |  |  |  |  |  |  |
| Liu Zhiyuan 劉知遠 895–948 Gaozu 高祖 947–948  | Liu Zhiyuan 劉知遠 895–948 Gaozu 高祖 947–948  | Liu Zhiyuan 劉知遠 895–948 Gaozu 高祖 947–948  | Liu Zhiyuan 劉知遠 895–948 Gaozu 高祖 947–948  | Liu Zhiyuan 劉知遠 895–948 Gaozu 高祖 947–948  | Liu Zhiyuan 劉知遠 895–948 Gaozu 高祖 947–948  |  |  |  |  |                             |                             |                             |                             |                             |                             |  |  |  |  | Liu Min 劉旻 895–954 Shizu 世祖 951–954   | Liu Min 劉旻 895–954 Shizu 世祖 951–954   | Liu Min 劉旻 895–954 Shizu 世祖 951–954   | Liu Min 劉旻 895–954 Shizu 世祖 951–954   | Liu Min 劉旻 895–954 Shizu 世祖 951–954   | Liu Min 劉旻 895–954 Shizu 世祖 951–954   |  |  |               |               |               |               |                                         |                                         |                                         |                                         |                                         |                                         |               |               |                                                  |                                                  |                                                  |                                                  |                                                  |                                                  |              |              |              |              |  |  |  |  |  |  |  |  |  |  |  |  |
| Liu Zhiyuan 劉知遠 895–948 Gaozu 高祖 947–948  | Liu Zhiyuan 劉知遠 895–948 Gaozu 高祖 947–948  | Liu Zhiyuan 劉知遠 895–948 Gaozu 高祖 947–948  | Liu Zhiyuan 劉知遠 895–948 Gaozu 高祖 947–948  | Liu Zhiyuan 劉知遠 895–948 Gaozu 高祖 947–948  | Liu Zhiyuan 劉知遠 895–948 Gaozu 高祖 947–948  |  |  |  |  |                             |                             |                             |                             |                             |                             |  |  |  |  | Liu Min 劉旻 895–954 Shizu 世祖 951–954   | Liu Min 劉旻 895–954 Shizu 世祖 951–954   | Liu Min 劉旻 895–954 Shizu 世祖 951–954   | Liu Min 劉旻 895–954 Shizu 世祖 951–954   | Liu Min 劉旻 895–954 Shizu 世祖 951–954   | Liu Min 劉旻 895–954 Shizu 世祖 951–954   |  |  |               |               |               |               |                                         |                                         |                                         |                                         |                                         |                                         |               |               |                                                  |                                                  |                                                  |                                                  |                                                  |                                                  |              |              |              |              |  |  |  |  |  |  |  |  |  |  |  |  |
|                                                |                                                |                                                |                                                |                                                |                                                |  |  |  |  |                             |                             |                             |                             |                             |                             |  |  |  |  |                                           |                                           |                                           |                                           |                                           |                                           |  |  |               |               |               |               |                                         |                                         |                                         |                                         |                                         |                                         |               |               |                                                  |                                                  |                                                  |                                                  |                                                  |                                                  |              |              |              |              |  |  |  |  |  |  |  |  |  |  |  |  |
| Liu Chengyou 劉承祐 931–951 Yindi 隱帝 948–951 | Liu Chengyou 劉承祐 931–951 Yindi 隱帝 948–951 | Liu Chengyou 劉承祐 931–951 Yindi 隱帝 948–951 | Liu Chengyou 劉承祐 931–951 Yindi 隱帝 948–951 | Liu Chengyou 劉承祐 931–951 Yindi 隱帝 948–951 | Liu Chengyou 劉承祐 931–951 Yindi 隱帝 948–951 |  |  |  |  | Liu Yun 劉贇 m. 951; r. 950 | Liu Yun 劉贇 m. 951; r. 950 | Liu Yun 劉贇 m. 951; r. 950 | Liu Yun 劉贇 m. 951; r. 950 | Liu Yun 劉贇 m. 951; r. 950 | Liu Yun 劉贇 m. 951; r. 950 |  |  |  |  | Liu Jun 劉钧 926–968 Ruizong 睿宗 954–968 | Liu Jun 劉钧 926–968 Ruizong 睿宗 954–968 | Liu Jun 劉钧 926–968 Ruizong 睿宗 954–968 | Liu Jun 劉钧 926–968 Ruizong 睿宗 954–968 | Liu Jun 劉钧 926–968 Ruizong 睿宗 954–968 | Liu Jun 劉钧 926–968 Ruizong 睿宗 954–968 |  |  | Xue Zhao 薛钊 | Xue Zhao 薛钊 | Xue Zhao 薛钊 | Xue Zhao 薛钊 | Xue Zhao 薛钊                           | Xue Zhao 薛钊                           |                                         |                                         | Dama Liu 劉氏                           | Dama Liu 劉氏                           | Dama Liu 劉氏 | Dama Liu 劉氏 | Dama Liu 劉氏                                    | Dama Liu 劉氏                                    |                                                  |                                                  | Sig. He 何某                                     | Sig. He 何某                                     | Sig. He 何某 | Sig. He 何某 | Sig. He 何某 | Sig. He 何某 |  |  |  |  |  |  |  |  |  |  |  |  |
| Liu Chengyou 劉承祐 931–951 Yindi 隱帝 948–951 | Liu Chengyou 劉承祐 931–951 Yindi 隱帝 948–951 | Liu Chengyou 劉承祐 931–951 Yindi 隱帝 948–951 | Liu Chengyou 劉承祐 931–951 Yindi 隱帝 948–951 | Liu Chengyou 劉承祐 931–951 Yindi 隱帝 948–951 | Liu Chengyou 劉承祐 931–951 Yindi 隱帝 948–951 |  |  |  |  | Liu Yun 劉贇 m. 951; r. 950 | Liu Yun 劉贇 m. 951; r. 950 | Liu Yun 劉贇 m. 951; r. 950 | Liu Yun 劉贇 m. 951; r. 950 | Liu Yun 劉贇 m. 951; r. 950 | Liu Yun 劉贇 m. 951; r. 950 |  |  |  |  | Liu Jun 劉钧 926–968 Ruizong 睿宗 954–968 | Liu Jun 劉钧 926–968 Ruizong 睿宗 954–968 | Liu Jun 劉钧 926–968 Ruizong 睿宗 954–968 | Liu Jun 劉钧 926–968 Ruizong 睿宗 954–968 | Liu Jun 劉钧 926–968 Ruizong 睿宗 954–968 | Liu Jun 劉钧 926–968 Ruizong 睿宗 954–968 |  |  | Xue Zhao 薛钊 | Xue Zhao 薛钊 | Xue Zhao 薛钊 | Xue Zhao 薛钊 | Xue Zhao 薛钊                           | Xue Zhao 薛钊                           |                                         |                                         | Dama Liu 劉氏                           | Dama Liu 劉氏                           | Dama Liu 劉氏 | Dama Liu 劉氏 | Dama Liu 劉氏                                    | Dama Liu 劉氏                                    |                                                  |                                                  | Sig. He 何某                                     | Sig. He 何某                                     | Sig. He 何某 | Sig. He 何某 | Sig. He 何某 | Sig. He 何某 |  |  |  |  |  |  |  |  |  |  |  |  |
|                                                |                                                |                                                |                                                |                                                |                                                |  |  |  |  |                             |                             |                             |                             |                             |                             |  |  |  |  |                                           |                                           |                                           |                                           |                                           |                                           |  |  |               |               |               |               |                                         |                                         |                                         |                                         |                                         |                                         |               |               |                                                  |                                                  |                                                  |                                                  |                                                  |                                                  |              |              |              |              |  |  |  |  |  |  |  |  |  |  |  |  |
|                                                |                                                |                                                |                                                |                                                |                                                |  |  |  |  |                             |                             |                             |                             |                             |                             |  |  |  |  |                                           |                                           |                                           |                                           |                                           |                                           |  |  |               |               |               |               |                                         |                                         |                                         |                                         |                                         |                                         |               |               |                                                  |                                                  |                                                  |                                                  |                                                  |                                                  |              |              |              |              |  |  |  |  |  |  |  |  |  |  |  |  |
|                                                |                                                |                                                |                                                |                                                |                                                |  |  |  |  |                             |                             |                             |                             |                             |                             |  |  |  |  |                                           |                                           |                                           |                                           |                                           |                                           |  |  |               |               |               |               | Liu Jien 劉继恩 m. 968 Shaozhu 少主 968 | Liu Jien 劉继恩 m. 968 Shaozhu 少主 968 | Liu Jien 劉继恩 m. 968 Shaozhu 少主 968 | Liu Jien 劉继恩 m. 968 Shaozhu 少主 968 | Liu Jien 劉继恩 m. 968 Shaozhu 少主 968 | Liu Jien 劉继恩 m. 968 Shaozhu 少主 968 |               |               | Liu Jiyuan 劉继元 m. 992 Yingwudi 英武帝 968–979 | Liu Jiyuan 劉继元 m. 992 Yingwudi 英武帝 968–979 | Liu Jiyuan 劉继元 m. 992 Yingwudi 英武帝 968–979 | Liu Jiyuan 劉继元 m. 992 Yingwudi 英武帝 968–979 | Liu Jiyuan 劉继元 m. 992 Yingwudi 英武帝 968–979 | Liu Jiyuan 劉继元 m. 992 Yingwudi 英武帝 968–979 |              |              |              |              |  |  |  |  |  |  |  |  |  |  |  |  |